# 霍城县五·二二骚乱
霍城县五·二二骚乱，是1989年5月22日发生在新疆维吾尔自治区霍城县的一起骚乱。

## 简介
1989年5月22日，民族分裂人士以霍城县县城居民朱利（汉族）与地力木拉提兄弟二人（维吾尔族）殴斗并将地力木拉提致死为借口，造谣称“汉人要消灭维吾尔人”，大喊“汉族人从新疆滚出去”、“让汉族人知道我们是一个什么样的民族”口号，煽动维吾尔族群众来到朱利家和街道的一些路段打砸抢。
根据官方统计，在此次“霍城县“5·22”打砸抢骚乱事件”中，41名汉族、回族群众被打致伤，其中重伤14人。